# Denis Gougeon
Denis Gougeon   (Granby, 16 de novembre de 1951) és un compositor i educador musical quebequès.
Les seves més de vuitanta composicions abasten una gran varietat de gèneres, incloent obres per a orquestra, música de cambra, òpera, ballet i peces per a instruments solistes i de veu. Entre els conjunts destacats que han inclòs les seves composicions en el seu repertori d'interpretació, destaquen el Ballet estatal de Baviera, la Companyia d'Òpera canadenca, la l'Orquestra de Cambra Musici de Montréal, Le Nouvel Ensemble Moderne, New Music America, l'Òpera Nacional i Ballet Nacional de Noruega, la Societat de Música Contemporània del Quebec i la Societat de Música Nova de Vancouver.

## Vida primerenca i educació
Nascut a Granby a l'estat de Quebec, Gougeon va començar la seva carrera com a compositor principalment autodidacta. Posteriorment va ingressar a la Universitat de Montréal (UM) on va estudiar composició musical amb Serge Garant i André Prévost.

## Carrera
Del 1984 al 1998, Gougeon va ensenyar composició musical a la Universitat McGill. El 1989 va ser el primer compositor en residència de l'Orquestra Simfònica de Mont-real i va ocupar aquest càrrec fins a 1992. El 2000 va guanyar el Premi Opus de Compositor de l'Any del Consell quebequès de la música.
El 2001 Gougeon es va incorporar a la facultat de música de la Universitat de Montréal. Entre els seus notables estudiants hi ha la compositora Analia Llugdar. Va guanyar el premi de música per a concerts de Jan V. Matejcek de la Societat de Compositors, Autors i Editors de Música del Canadà durant tres anys consecutius (2001, 2002, 2003).
El 2007 va guanyar el premi Juno per composició clàssica de l'any per la seva Clere Vénus. El 2010 va compondre una obra orquestral, Phénix; Aquest any, Toy Toy no 1 (Music Box) de Gougeon va rebre el primer premi d'un concurs de composició de tres anys organitzat per Radio France, el Shanghai Media Group i el Festival Internacional de Música de Primavera. La peça està escrita per a instruments tradicionals xinesos i per a una orquestra simfònica.
El 2013, la Société Musique Contemporaine de Québec va presentar diverses obres de Gougeon a les seves actuacions. La seva composició "Tutti" va ser encarregada per l'Orquestra Esprit de Mont-real.